# Carl du Prel
Carl Freiherr du Prel, ou Karl Freiherr du Prel ou Baron Carl du Prel (né le 3 avril 1839 à Landshut, mort le 5 août 1899 à Hall en Tyrol) est un philosophe, écrivain et occultiste bavarois.

## Vie et œuvre
Carl du Prel est le cinquième des huit enfants de l'avocat royal Maximilian Freiherr von du Prel (1800-1882) ; sa mère, Anna Sandrezcky (1804-1884) est issue de la noblesse polonaise. Peu de temps après sa naissance, la famille déménage à Munich, où Carl grandit comme un étudiant de la Pagerie royale et, en 1858, suivant la tradition de la famille, il entame des études de droit. Cependant, en raison de la Campagne d'Italie, il interrompt ses études après deux semestres pour s'engager dans l'armée bavaroise. Il travaille ensuite comme précepteur et dans l'administration d'un camp de prisonniers jusqu'en 1872 . Parmi ses amis durant cette période, avec qui il forme une sorte de société secrète, on trouve les écrivains Martin Greif (de) et Heinrich Noë (de), l'historien de l'art Adolf Bayersdorfer, Robert Vischer, le peintre Wilhelm Trübner et Hans Thoma. Il noue une longue amitié épistolaire avec le philosophe Eduard von Hartmann.
Du Prel obtient son doctorat de philosophie en 1868 à l'université de Tübingen. Sa thèse avait pour titre : Oneirokritikon : Le rêve du point de vue de l'idéalisme transcendental. En 1872, il quitte l'armée pour des raisons de santé et occupe divers emplois temporaires . Il écrit de nombreux articles et livres sur des sujets philosophiques : l'esthétique, la littérature, l'astronomie et la psychologie.
Avec une recension de la Philosophie de l'inconscient de Hartmann (1869) puis un premier livre : Sens commun des problèmes de la science (1872), du Prel se montre un chaud partisan des thèses philosophiques de son ami Hartmann. Dans La lutte pour l'existence dans le ciel - la théorie darwinienne prouvée dans la mécanique de l'univers stellaire, il applique les idées évolutionnistes de Darwin à l'astronomie. Ce livre fut réimprimé deux fois sous le titre Histoire du développement de l'Univers (1882). Il écrit de nombreux articles pour populariser la théorie de l'évolution.
En 1880 du Prel épouse la veuve Albertine Schmidt, né Baur (1853-1915), avec qui il a deux enfants Grâce à la dot et la petite pension d'invalidité de son épouse, il peut se consacrer entièrement à ses études.
Hartmann avait présenté du Prel à l'astronome Carl Friedrich Zöllner et au philosophe Lazar de Hellenbach (de) ; ceux-ci gagnent une grande influence sur du Prel, au moment où celui-ci, en 1878/1879, s'engage sur la voie du spiritisme. Comme suite de sa thèse, il se consacre aux états de conscience dans le rêve, à l'hypnose, au somnambulisme et étudie les séances de spiritisme, domaines qu'il qualifie de mystiques, occultes ou non communs.
En août 1884, du Prel adhère à la société théosophique Loge Germania (de) nouvellement créée ; il en est immédiatement élu deuxième vice-président. Son livre publié simultanément : De la philosophie de la mystique (postdaté à 1885), fait de lui un porte-parole des milieux occultistes et spirites. Il quitte cependant la Société Théosophique dès février en 1886 à la suite de désaccords internes.
Après la publication de La philosophie du mysticisme et Le spiritualisme de Hartmann (1885), l'amitié épistolaire des deux hommes s'interrompt. Le conflit porte sur des vues différentes concernant l'Au-delà. Alors que du Prel postule une persistance de l'individualité, Hartmann conçoit seulement une persistance abstraite dans le cadre du monisme ou substance monde.
À l'automne de 1886, du Prel fonde la Psychologische Gesellschaft (Société psychologique) avec Wilhelm von Hübbe-Schleiden. Celle-ci est conçue comme une base de travail et de discussion autour des travaux de du Prel. Du Prel voulait, par une « psychologie expérimentale transcentale » fondée entre autres sur l'hypnose, établir les fondements scientifique des « faits du champ transcendantal ». En 1886, il fonde, avec Hübbe-Schleiden, la revue Sphinx (de) dont il est un contributeur régulier. Dans cette même année, il rencontre des spiritualistes russes influents, tels Alexander Aksakov, avec qui il travaille jusqu'à sa mort.
En 1888 du Prel publie La Doctrine moniste de l'âme, où il veut dépasser le dualisme du corps et de l'âme en essayant de montrer que le principe d'organisation du corps est similaire à celui de l'âme et de la pensée. Il étaye son point de vue par des « faits » établis lors d'expérimentation ad hoc. Cette même année, il publie aussi Le mysticisme des anciens Grecs, édition annotée des Conférences sur la psychologie d'Emmanuel Kant dans lequel il fait valoir, dans l'ancien Oracle et le temple du sommeil, des états de conscience similaires à l'hypnose et au somnambulisme.
Au sein de la Psychologischen Gesellschaft, un désaccord fondamental se fait entre du Prel et Albert von Schrenck-Notzing. Celui-ci est sceptique sur les interprétations de du Prel et veut plus de prudence sur le bilan empirique. En 1889, de Prel quitte la Psychologischen Gesellschaft et fonde une Gesellschaft für Experimentalpsychologie (Société de psychologie expérimentale) bientôt rebaptisé Gesellschaft für wissenschaftliche Psychologie (Société de psychologie scientifique).
Carl du Prel est mort en 1899 à l'âge de 60 ans lors d'une cure à Sainte-Croix (Hall en Tyrol).

## Philosophie
Duprel a été fortement influencée par Emmanuel Kant, Arthur Schopenhauer et Eduard von Hartmann ; en outre, c'est un disciple fervent de Charles Darwin. Il critique le christianisme traditionnel et le matérialisme du milieu du XIXe siècle. Il voit dans le matérialisme la cause de l'augmentation de la criminalité, des suicides et de l'incidence des maladies mentales. Du Prel faisait donc campagne pour un renouveau spirituel auquel il voulait contribuer par la création d'une « psychologie transcendantale. » Le point crucial était selon lui la reconnaissance de l'inconscient, qui se manifeste dans les rêves, la transe, dans la clairvoyance et de la suggestion télépathique mais demeure généralement caché du côté obscur de la conscience. Dans ce contexte, il a entrepris l'étude approfondie de ces phénomènes, ce qui en fait l'un des précurseurs de la parapsychologie. Il espérait, par ces expériences, réfuter empiriquement le matérialisme.

## Publications
(liste partielle)
- Der gesunde Menschenverstand vor den Problemen der Wissenschaft « Sens commun des problèmes de la science ». In : Sachen J. C. Fischer contra Hartmann. Duncker, Berlin, 1872 ;
- Der Kampf ums Dasein am Himmel « La lutte pour l'existence dans le ciel ». Denicke, Berlin, 1874 ;
  - Troisième édition : Entwicklungsgeschichte des Weltalls. Entwurf einer Philosophie der Astronomie « Histoire du développement de l'U*nivers. Projet de philosophie de l'astronomie ». Günther, Leipzig, 1882 ;
- Unter Tannen und Pinien. Wanderungen in den Alpen, Italien, Dalmatien und Montenegro « Parmi pins et sapins. Randonnée dans les Alpes, l'Italie, la Dalmatie et le Monténégro ». Denicke, Berlin, 1875
- Psychologie der Lyrik. Beiträge zur Analyse der dichterischen Phantasie « Psychologie de la poésie. Contributions à l'analyse de l'imagination poétique ». Günther, Leipzig, 1880 ;
- Die Planetenbewohner und die Nebularhypothese. Neue Studien zur Entwicklungsgeschichte des Weltalls « Les habitants des planètes et l'hypothèse de la nébuleuse. Nouvelles études sur l'histoire du développement de l'univers ». Günther, Leipzig 1880 ; Reeken, Lüneburg 2006,  (ISBN 3-940679-03-8) ;
- Die Philosophie der Mystik « La philosophie du mysticisme ». Günther, Leipzig, 1885 ;
- Die monistische Seelenlehre. Ein Beitrag zur Lösung des Menschenrätsels « La doctrine moniste de l'âme. Une contribution à la solution du problème humain ». Günther, Leipzig, 1888 ;
- Studien aus dem Gebiet der Geheimwissenschaften « Études dans le domaine des sciences occultes », 2 vols, Friedrich, Leipzig, 1890/1891 ;
  - Das Rätsel des Menschen. Einleitung in das Studium der Geheimwissenschaften « Le mystère de l'homme. Introduction à l'étude des sciences occultes » Reclam, Leipzig 1892 ; Bohmeier, Leipzig, 2005,  (ISBN 3-89094-450-7) ;
- Der Spiritismus « Le Spiritisme ». Reclam, Leipzig 1893 ; Bohmeier, Leipzig 2006,  (ISBN 3-89094-487-6) ;
- Die Entdeckung der Seele durch die Geheimwissenschaften « La découverte de l'âme par les sciences occultes » 2 vols, Günther, Leipzig, 1894/95 ;
- Der Tod, das Jenseits, das Leben im Jenseits « La mort, l'au-delà, la vie dans l'au-delà ». Costenoble, Iéna, 1899 ; Altmann, Leipzig, 1922 ; Superbia, Leipzig, 2005,  (ISBN 3-937554-10-6) ;
- Die Magie als Naturwissenschaft « La magie de la science ». Costenoble, Iéna, 1899 ;
  - Première partie :  Die magische Physik « La physique magique » ;
  - Deuxième partie : Die magische Psychologie « La psychologie magique » ;
- Die vorgeburtliche Erziehung, ein Mittel zur Menschenzüchtung. Ein Beitrag zur Lösung der sozialen Frage « L'éducation prénatale, un moyen de la reproduction humaine. Une contribution à la solution de la question sociale ». Costenoble, Iéna, 1899 ;
- Die Psyche und das Ewige. Grundriss einer transzendentalen Psychologie « Le psychisme et l'éternité. Plan d'une psychologie transcendantale ». Fischer, Pforzheim, 1971.

### Articles liés
- Max Dessoir
- Albert von Schrenck-Notzing
- Jean-Martin Charcot
- Allan Kardec
- Parapsychologie
- Occultisme
- Spiritisme
- Hypnose

## Crédit d'auteurs
- (de)/(en) Cet article est partiellement ou en totalité issu des articles intitulés en allemand « Carl du Prel » (voir la liste des auteurs) et en anglais « Karl, Freiherr von Prel » (voir la liste des auteurs).